# 해운대구청장
해운대구청장은 부산광역시 해운대구의 구청장이다.

## 역대 구청장
| 대수     | 구청장 | 임기                             | 비고                          |
| -------- | ------ | -------------------------------- | ----------------------------- |
| 초대     | 정철진 | 1980년 4월 1일~1982년 9월 17일   |                               |
| 2대      | 채낙현 | 1982년 9월 18일~1984년 5월 13일  |                               |
| 3대      | 황태국 | 1984년 5월 14일~1986년 12월 23일 |                               |
| 4대      | 차용규 | 1986년 12월 24일~1988년 6월 14일 |                               |
| 5대      | 채낙현 | 1988년 6월 15일~1989년 6월 6일   | ※ 2대 해운대구청장            |
| 6대      | 우일현 | 1989년 6월 7일~1991년 7월 15일   |                               |
| 7대      | 정채용 | 1991년 7월 16일~1993년 3월 16일  |                               |
| 8대      | 김만연 | 1993년 3월 29일~1994년 12월 31일 | ※ 5대 북구청장                |
| 9대      | 김홍구 | 1995년 1월 1일~1995년 6월 30일   |                               |
| 10대     | 서석인 | 1995년 7월 1일~1998년 6월 30일   |                               |
| 11대     | 신중복 | 1998년 7월 1일~1999년 11월 27일  | 공직선거법 위반 구청장직 상실 |
| 권한대행 | 이동환 | 1999년 11월 28일~2000년 1월 25일 |                               |
| 12대     | 서병수 | 2000년 1월 26일~2002년 2월 8일   |                               |
| 권한대행 | 정영석 | 2002년 2월 9일~2002년 4월 28일   |                               |
| 권한대행 | 김윤곤 | 2002년 4월 29일~2002년 6월 30일  |                               |
| 13대     | 허옥경 | 2002년 7월 1일~2003년 12월 17일  |                               |
| 권한대행 | 임평열 | 2003년 12월 18일~2004년 6월 5일  |                               |
| 14대     | 배덕광 | 2004년 6월 6일~2006년 6월 30일   |                               |
| 15대     | 배덕광 | 2006년 7월 1일~2010년 6월 30일   |                               |
| 16대     | 배덕광 | 2010년 7월 1일~2014년 3월 31일   |                               |
| 권한대행 | 박기현 | 2014년 4월 1일~2014년 6월 30일   |                               |
| 17대     | 백선기 | 2014년 7월 1일~2018년 6월 30일   |                               |
| 18대     | 홍순헌 | 2018년 7월 1일~2022년 6월 30일   |                               |
| 19대     | 김성수 | 2022년 7월 1일~                  |                               |

## 같이 보기
- 해운대구청장 선거